# Teatre de Beerxeba
El Teatre de Beerxeba (en hebreu: תיאטרון באר שבע) és un teatre situat en la localitat de Beerxeba, Israel. El Teatre de Beerxeba va ser establert per les actrius Naomi Blumenthal i Margalit Stander durant el mandat d'Eliahu Nawi com a alcalde de Beerxeba. Les actrius van crear el teatre amb l'ajut de Bentz Carmel, que després va servir com a tinent d'alcalde de Beerxeba i el regidor responsable dels assumptes culturals. En l'any 1973, després de produir dues obres de teatre, Geri Bilu va ser nomenat com a director de l'entitat. Bilu es va exercir com a director artístic del teatre durant vuit anys.